# Rechtsverweigerung
Der Begriff Rechtsverweigerung bezeichnet im juristischen Sprachgebrauch die Unterlassung eines Gerichts oder einer Verwaltungsbehörde, in einem vorgelegten Rechtsfall trotz Zuständigkeit zu entscheiden.
Es handelt sich wie bei einer Rechtsbeugung um eine pflichtwidrige Verletzung des Rechtswegs, da in Rechtsstaaten im Allgemeinen ein Justizgewährungsanspruch des Einzelnen beziehungsweise eine Justizgewährungspflicht des Staates und damit ein Verbot der Rechtsverweigerung besteht. Gegen eine Rechtsverweigerung sind in Abhängigkeit vom jeweiligen nationalen Rechtssystem sowie je nach Gegenstand des Verfahrens und betroffenem Gericht verschiedene Rechtsmittel von einer Dienstaufsichtsbeschwerde bis zu einer Verfassungsbeschwerde in bestimmten Situationen möglich.
Siehe auch: Justizium